# Ebara Seisakusho
K.K. Ebara Seisakusho (jap. 株式会社荏原製作所, Kabushiki-gaisha ~, engl. Ebara Corporation) ist ein japanischer Maschinenbaukonzern.

## Geschichte
1905 veröffentlichte Inokuchi Ariya an der Kaiserlichen Universität Tokio einen Forschungsaufsatz zur systematischen Untersuchung von Kreiselpumpen und erfand eine neue Art Kreiselpumpe mit einem Turbogenerator von 1,75 m Durchmesser, die eine Förderhöhe von 40 m mit einem bis dahin unerreichten Wirkungsgrad von 70 % hatte. Sein Student Issei Hatakeyama gründete im November 1912 zusammen mit Inokuchi ein Unternehmen, Inokuchi-shiki Kikai Jimusho (ゐのくち式機械事務所, dt. „Inokuchi-Typ-Maschinen-Büro“) zur Kommerzialisierung der Idee. Im Mai 1920 erfolgte die Umwandlung in eine Aktiengesellschaft und Umbenennung zum heutigen Namen.

## Geschäftsbereiche
- Fluid Machinery & Systems Company: stellt Pumpen, Turbinen, Kompressoren, Kältemaschinen und Ventilatoren her (72 % Umsatzanteil)
- Environmental Engineering Company: stellt Wasseraufbereitungs-, Abwasserbehandlungs- und Müllverbrennungsanlagen her (12 %)
- Precision Machinery Company: stellt Vakuumpumpen, CMP-Anlagen und Gaswäscher her (16 %)